# N-叔丁氧羰基-4-哌啶酮
N-叔丁氧羰基-4-哌啶酮是一种有机化合物，化学式为C10H17NO3。它于2025年7月20日被中国纳入易制毒化学品管制。

## 制备
N-叔丁氧羰基-4-哌啶酮可由4-哌啶酮一水合物盐酸盐和焦碳酸二叔丁酯在碳酸钠存在下于四氢呋喃水溶液中反应制得。